# Pavel Gorbach
Pavel Gorbach (tiếng Belarus: Павел Горбач; tiếng Nga: Павел Горбач; sinh 13 tháng 3 năm 2000) là một cầu thủ bóng đá Belarus. Tính đến năm 2017, anh thi đấu cho Minsk.